# آنا پروپوشینا
آنا پروپوشینا (انگلیسی: Anna Propošina؛ زادهٔ ۲۸ نوامبر ۱۹۹۰) بازیکن فوتبال اهل لتونی است.
از باشگاه‌هایی که در آن بازی کرده‌است می‌توان به باشگاه فوتبال لیپایاس متالورگس اشاره کرد.
وی همچنین در تیم ملی فوتبال Latvia بازی کرده‌است.